# Teatro Farnese

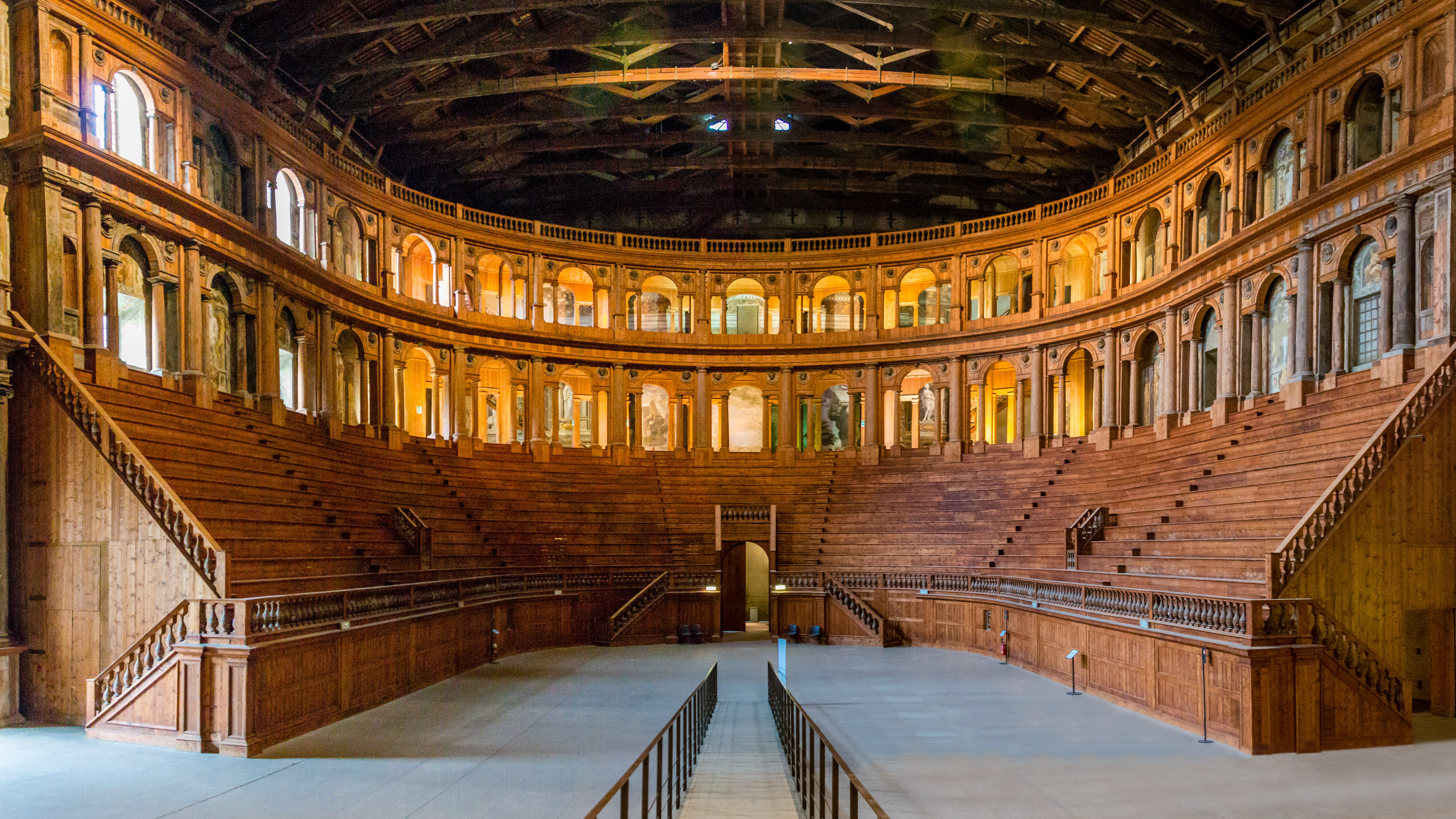
Teatro Farnese em Parma

Teatro Farnese é um teatro renascentista no Palazzo della Pilotta, Parma, Itália .  Foi construído em 1618 por Giovanni Battista Aleotti . A ideia de criar este grande teatro partiu do Duque de Parma e Piacenza Ranuccio I Farnese . Hoje está incluído no itinerário da Galeria Nacional e recentemente se tornou palco de alguns concertos e apresentações de ópera do Teatro Regio de Parma. O teatro foi quase destruído por um ataque aéreo aliado durante a Segunda Guerra Mundial (1944). Foi reconstruído e reaberto em 1962.
É, juntamente com o Teatro all'antica em Sabbioneta e o Teatro Olímpico em Vicenza, um dos três únicos teatros renascentistas ainda existentes. 
Alguns afirmam que este é o primeiro teatro com proscênio permanente (ou seja, um teatro no qual o público assiste à ação por meio de um único quadro, conhecido como "arco do proscênio").  